# 台中市惠來遺址保護協會
台中市惠來遺址保護協會是台灣臺中市的民間團體，2008年8月25日成立。成立宗旨是促成臺中市政府及臺中市各界重視遺址保護及遺址古文物的保存與研究。

## 歷史
- 2002年5月18日，在衣蝶百貨台中店工地西側意外發現古文物陶片，經過國立自然科學博物館人員鑑定後，證實為史前繩紋陶，確認文化遺址的存在。
- 2003年9月30日，第一具完整俯身葬的兒童遺骸在144號抵費地出土，後來被命名為“小來”。同年度國家地理雜誌中文版連續兩個月（6月及7月）均報導惠來遺址發現的新聞。
- 2005年3月23日，十多位台中市民連署要求臺中市政府提報144號抵費地為市定遺址，但未即時得到市政府回應，於是展開一系列的公民爭取運動。
- 2006年3月，臺中市文化局召開遺址與古文物審議委員會，與會委員通過指定惠來遺址為市定遺址；12月28日市政府委託十三行博物館發表評估報告建議指定144號抵費地為核心區，規畫建設為遺址公園及博物館。
- 2010年1月6日，市政府正式公告位於西屯區河南路與市政北一路交叉口的惠民段144號抵費地（面積9052平方公尺）為臺中市 (省轄市)第一處公告市定遺址。該遺址用地目前是台中市新市政中心專用區第八種專用區，暫時設置「惠來教育公園」，未來將透過都市計畫變更程序，改成遺址保存用地。